# 천융허 (1960년)
천융허(중국어 정체자: 陳永和, 병음: Chén Yônghé, 1960년 2월 16일 ~ )는 타이완의 정치인으로, 2014년 타이난시 룽치구 뉴푸리장으로 당선된다.
네티즌들로부터 '세계 최고의 리장(里長)'으로 호평된다.